# Dương quý tần (Đường Huyền Tông)
Nguyên Hiến Dương hoàng hậu (chữ Hán: 元獻楊皇后; 699 - 729), cũng thường gọi Dương Quý tần (楊貴嬪), là một phi tần của Đường Huyền Tông Lý Long Cơ và là sinh mẫu của Đường Túc Tông Lý Hanh.

## Tiểu sử
Quý tần Dương thị không rõ tên thật, bà xuất thân danh môn Hoằng Nông Dương thị (弘農楊氏), một gia tộc mà hoàng tộc nhà Tùy nhận là tổ tiên, xuất phát từ Hoa Âm (nay là khu vực Hoa Âm, Thiểm Tây) đồng thời cũng là mẫu tộc của Võ Tắc Thiên. Mẹ của Võ Tắc Thiên là Vinh Quốc phu nhân Dương thị - chính là tổ cô mẫu của Dương Quý tần.
Tằng tổ phụ của Quý tần là Dương Đạt (楊達), là Tông thất và quan viên thời Tùy. Thời kì Võ Tắc Thiên, do Dương Đạt là mẫu tộc của Võ hậu, ông được truy tặng làm Trịnh vương (鄭王). Cha Dương Quý tần là Dương Tri Khánh (楊知慶), cháu gọi Vinh Quốc phu nhân là cô mẫu, làm tới chức Tả Thiên Ngưu tướng quân, sau tặng Thái úy, tước Trịnh quốc công (鄭國公). Trong nhà bà có ít nhất 2 người chị; một là phu nhân của Lễ châu Thứ sử, Quảng Bình quận công Lý Ngộ (李炅), con trai của Giang vương Lý Nguyên Tường (李元祥); người kia là chính phi của Thái tử Lý Trọng Tuấn, con của Đường Trung Tông Lý Hiển.

## Hành trạng
Năm Cảnh Vân nguyên niên (710), tháng 8, Dương thị nhập vào Đông cung của Hoàng thái tử Lý Long Cơ, phân vị Lương viên (良媛).
Khi ấy, trong Đông cung của Thái tử có rất nhiều phi tần là tai mắt của Thái Bình trưởng công chúa cài vào, để giám sát hành động của Thái tử. Không lâu sau khi nhập Đông cung, Dương Lương viên có thai. Thái tử Lý Long Cơ sợ uy thế của công chúa, tính mật mưu Trương Thuyết (張說) hủy cái thai này đi. Sau, Lý Long Cơ nằm mộng gặp tiên nhân đến cướp lấy thang thuốc, Trương Thuyết giải mộng cho là thai của Dương Lương viên là điềm lành, mới giữ lại. Dương thị sinh ra Đường Túc Tông Lý Hanh là bởi lẽ đó.
Khi đó, Thái tử phi Vương thị không con, Dương thị bèn gửi Lý Hanh để cho Thái tử phi phụ dưỡng. Về sau Lý Long Cơ đăng vị, Dương Lương viên được phong Quý tần (貴嬪), còn Lý Hanh được phong Trung vương (忠王). Dương Quý tần còn hạ sinh một con gái nữa là Ninh Thân công chúa (寧親公主). Nghĩ tới công lao Trương Thuyết năm xưa, Dương Quý tần bèn đợi khi công chúa đến tuổi trưởng thành thì gả công chúa cho con trai của họ Trương.
Năm Khai Nguyên thứ 17 (729), Dương Quý tần qua đời, thọ khoảng 30 tuổi. Đến năm thứ 24 (736), Lý Hanh được chọn làm Thái tử. Năm Chí Đức thứ 2 (757), Thái tử Lý Hanh sau khi đăng cơ, đã truy phong cho mẫu thân Dương Quý tần của mình thụy hiệu là Nguyên Hiến hoàng hậu (元獻皇后), và an táng cùng Huyền Tông tại Thái lăng (泰陵).